# Tajo de Ronda

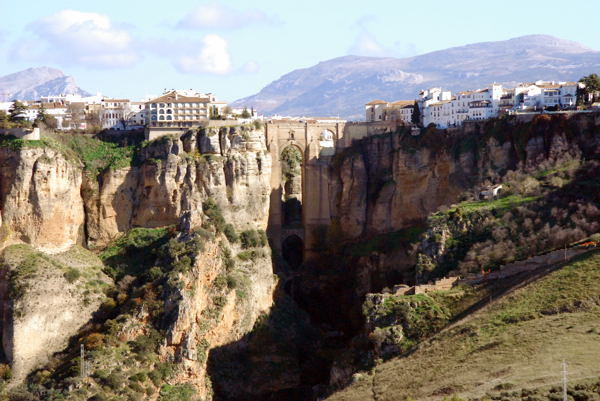
De Puente Nuevo over de Tajo de Ronda.

De Tajo de Ronda of El Tajo is een kloof in de stad Ronda in de autonome regio Andalusië in Zuid-Spanje. De kloof scheidt de stadsdelen Mercadillo (markt) en La Ciudad (de oude stad) van elkaar. Door de kloof stroomt de rivier de Guadalevín. De kloof heeft een lengte van 500 meter, een breedte van 50 meter (bij de brug Puente Nuevo) en een diepte van ongeveer 100 meter. De helling komt uit op "La Caldera", een ronde holte.
Drie bruggen overspannen de kloof:
- Puente Nuevo
- Puente Viejo, de opvolger van de Puento Romano
- Puente Romano, een lagere brug op Romeinse fundamenten

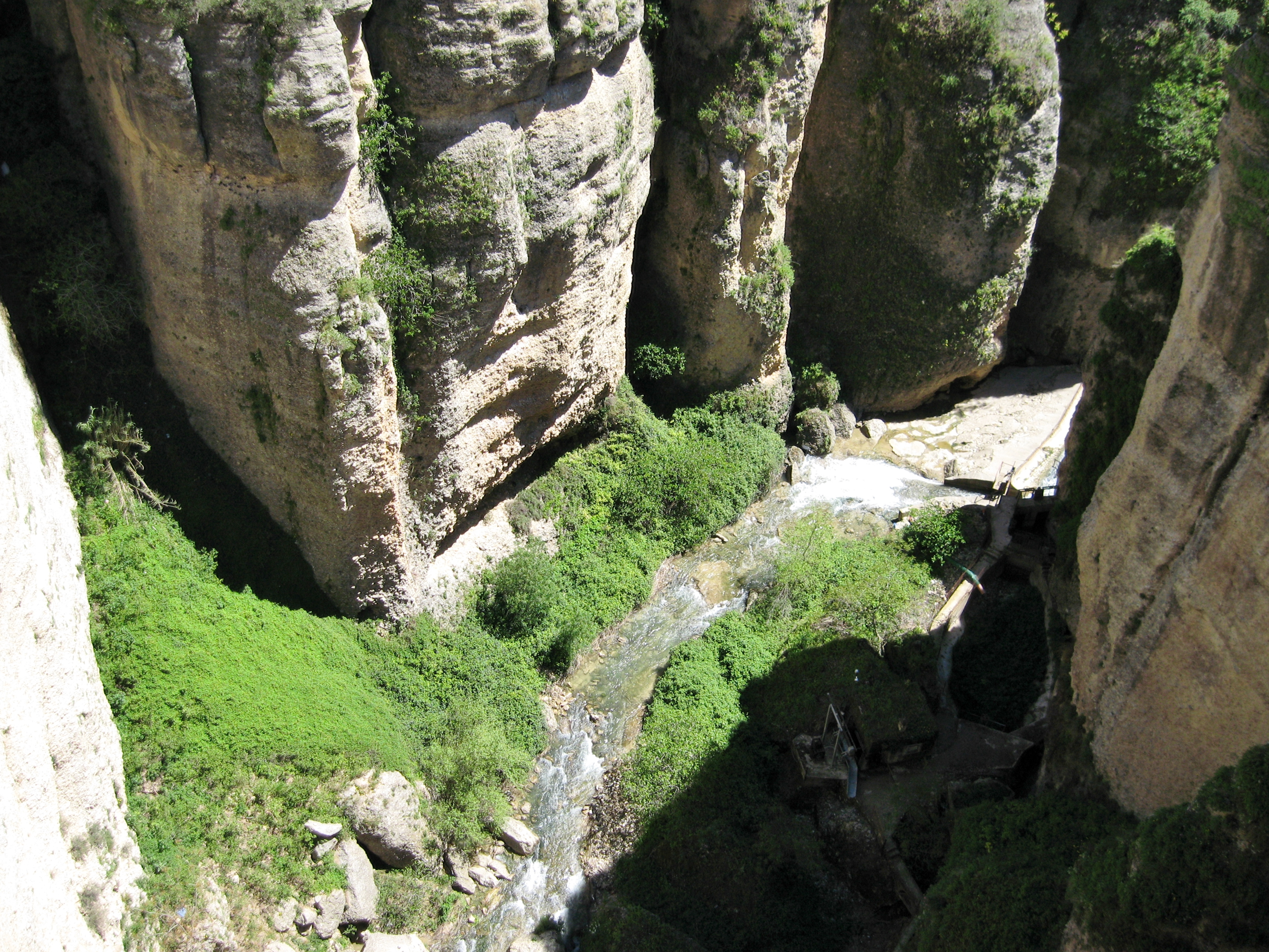
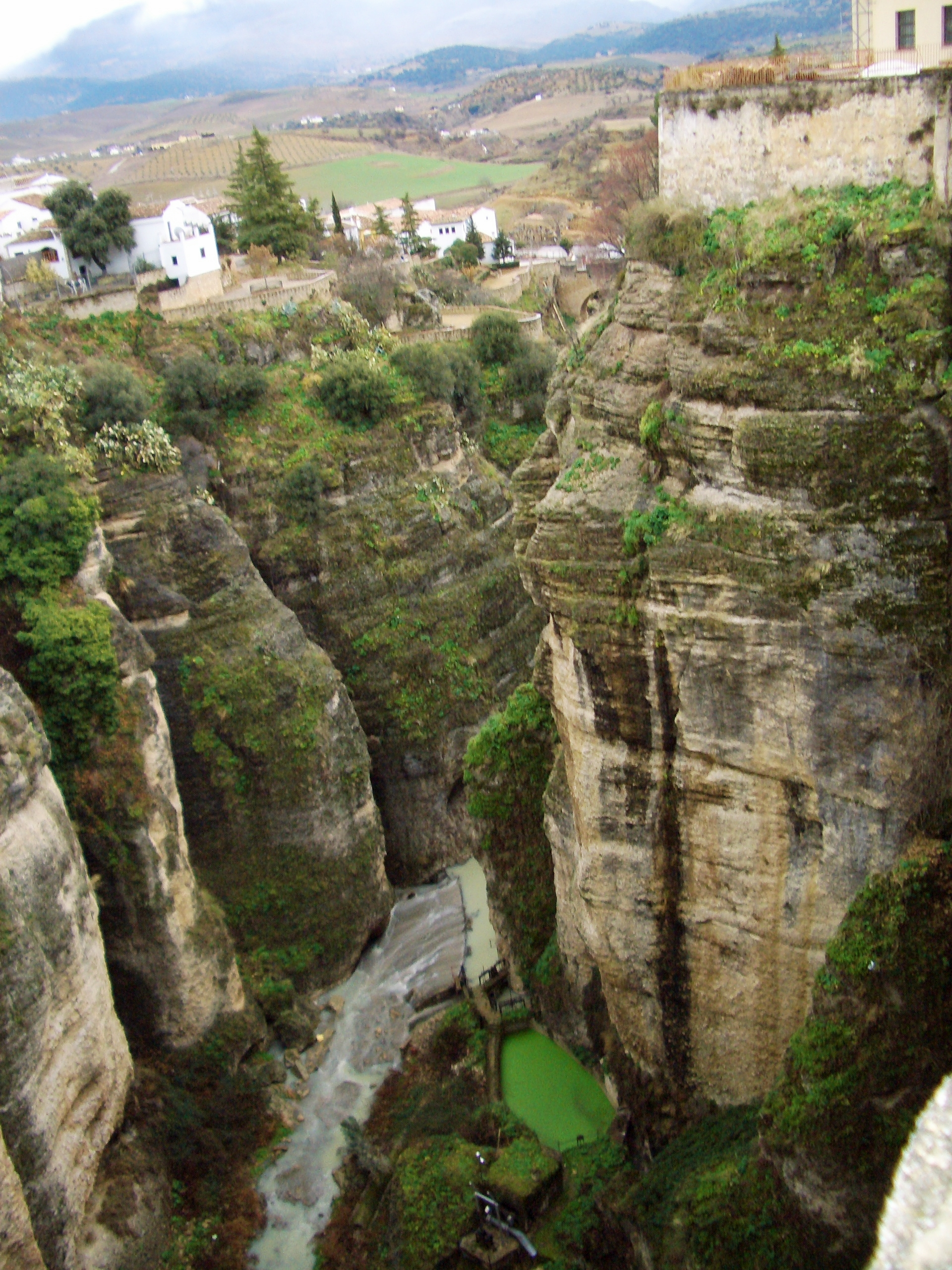
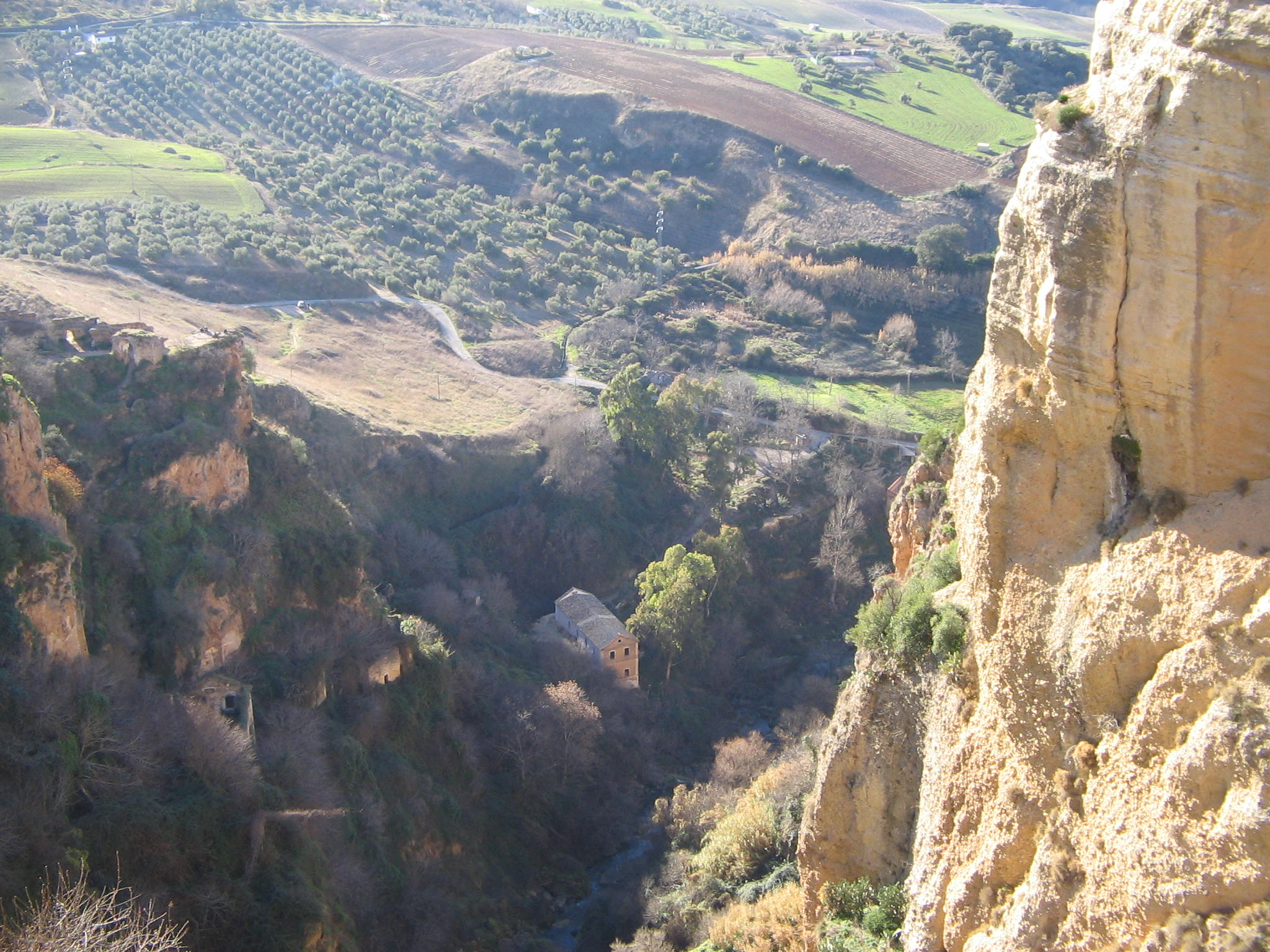